# Liriomyza artemisicola
Liriomyza artemisicola är en tvåvingeart som beskrevs av Meijere 1924. Liriomyza artemisicola ingår i släktet Liriomyza och familjen minerarflugor. Arten är reproducerande i Sverige. Inga underarter finns listade i Catalogue of Life.